# Seleção do Samba
Seleção do Samba foi um programa de televisão brasileiro exibido pela TV Globo nas madrugadas de sábado para domingo, entre 16 de outubro de 2021 e 17 de dezembro de 2022. O programa é uma parceria da Globo com a LIESA e a produtora Endemol Shine Brasil. 
O programa exibiu em sua primeira temporada as finais de disputa de samba-enredo das doze escolas de samba do Grupo Especial do Rio de Janeiro para o carnaval de 2022, sendo apresentado pelo narrador esportivo Luís Roberto e com comentários da cantora Teresa Cristina e do carnavalesco Milton Cunha. Após o sucesso do programa no Rio, a emissora decidiu produzir mais dois episódios com a apresentação dos sambas das escolas do Grupo Especial de São Paulo, com a apresentação de Chico Pinheiro. A partir da segunda temporada, o programa passou a ser apresentado por Milton Cunha.

## Antecedentes
As primeiras informações sobre o programa foram divulgadas em setembro de 2020. Em uma reunião da LIESA, liga que organiza os desfiles das escolas de samba do Rio de Janeiro, o então diretor de marketing da entidade, Gabriel David, anunciou uma articulação junto à TV Globo para que a emissora transmitisse, através de lives, as finais de disputa de samba-enredo das escolas do Grupo Especial para o próximo carnaval. Na ocasião, o projeto já havia sido aprovado pela Globo, restando apenas as definições de data e qual seria a plataforma para transmissão (canal fechado ou streaming). Devido à pandemia de COVID-19, a escolas de samba fecharam suas quadras e paralisaram o processo de produção do carnaval, gerando queda na receita das agremiações. Com o programa da Globo, a escolas receberiam valores pelos direitos de transmissão, atenuando as perdas de receita em virtude da pandemia. A data estudada para levar o programa ao ar seria entre novembro de 2020 e fevereiro de 2021. Na época, o desfile das escolas haviam sido adiados para meados de 2021, sem uma data confirmada. Mais tarde, com o avanço da pandemia, o desfile de 2021 foi oficialmente cancelado, sendo a primeira vez, desde a criação do concurso, em 1932, que o evento não foi realizado. Com o cancelamento do carnaval, o programa da Globo foi adiado. No dia 19 de julho de 2021, o então presidente da LIESA, Jorge Perlingeiro, confirmou a retomada da produção do programa.

## Produção

#### Primeira Fase (2021)
Rio de Janeiro
A produção do programa foi realizada em parceria com a produtora holandesa Endemol, especializada em reality shows. A ideia foi fazer um programa no estilo talent show, mas sem a participação do público. Para apresentar o programa foi escolhido o narrador esportivo Luís Roberto. O jornalista foi narrador dos desfiles carnavalescos entre os anos de 2010 e 2016. Para compor o elenco do programa, foram escalados o carnavalesco Milton Cunha e a cantora Teresa Cristina. Também foi definido que seriam quatro episódios com as finais das escolas, sendo três agremiações por episódio; e mais um episódio final com a exibição de todos os sambas vencedores. Cada programa teria 63 minutos de duração. À princípio foram cogitados os horários de sábado à tarde (depois do Jornal Hoje) e sábado à noite (antes do Altas Horas) para exibição do programa. Por fim, foi confirmado o horário na madrugada de sábado, após o Altas Horas. O programa teve o título provisório de Desafio do Samba, depois alterado em definitivo para Seleção do Samba.
No dia 31 de agosto de 2021, funcionários da TV Globo estiveram fizeram uma visita técnica na Cidade do Samba Joãosinho Trinta, onde seriam realizadas as gravações. A emissora realizou pequenas reformas no local, como a reforma dos camarins e a troca da cobertura da tenda principal. Todos os barracões das escolas de samba foram visitados. As agremiações cederam adereços e esculturas de alegorias para compor o cenário do programa. Como os sambas vencedores seriam anunciados durante as gravações, a emissora concluiu que seria difícil manter em segredo os resultados e liberou as escolas para divulgarem seus sambas escolhidos logo após as gravações. A decisão causou polêmica e dividiu as opiniões do público. Pelas redes sociais, sambistas questionaram o fato de conhecerem o resultado final semanas antes do programa ir ao ar.
São Paulo
Após o sucesso do programa no Rio, a Globo decidiu gravar também uma versão com as escolas de samba do Grupo Especial do carnaval de São Paulo. Apresentador dos desfiles de São Paulo desde 2003, o jornalista Chico Pinheiro foi escalado para apresentar a versão paulista do programa. Com isso, o Seleção do Samba ganhou mais dois episódios, cada um com sete escolas de São Paulo.

#### Segunda Fase (2022)
A segunda temporada apresentou mudanças no formato, definido em reunião entre a equipe do programa e a LIESA em 12 de setembro de 2022. O programa passou a ser gravado nas quadras das escolas, documentando de forma fiel como ocorre o processo de escolha de cada samba, mostrando as obras finalistas e o vencedor de cada disputa. A produção conta ainda um pouco da história das agremiações através de seus personagens marcantes. Durante as gravações, foi anunciado que Milton Cunha assumiria a apresentação do programa, já que Chico Pinheiro deixou a emissora em maio e Luís Roberto estaria impossibilitado de comandar a atração por estar no Catar para a cobertura da Copa do Mundo de futebol, além da confirmação da data de estreia para 12 de novembro, após o Altas Horas, com exibição inicial em cinco episódios, três dedicados as escolas cariocas e dois para as paulistanas - posteriormente um terceiro programa para as escolas de São Paulo foi acrescido, aumentando a duração da temporada para seis episódios. 

#### Encerramento
No dia 27 de junho de 2023, foi anunciado que o Seleção do Samba não ganharia uma nova temporada devido a falta de anunciantes para o programa e os prejuízos financeiros da TV Globo com a cobertura dos desfiles das escolas de samba, em fevereiro daquele ano.

## Gravação

### 2021
As gravações do programa foram realizadas entre os dias 27 de setembro e 1 de outubro de 2021. Na tarde da segunda-feira, dia 27 de setembro, a equipe do programa fez as primeiras gravações. Nos dias seguintes, as escolas gravaram suas finais, sendo três escola por dia, uma em cada turno.
| Cronograma de gravações   | Cronograma de gravações       | Cronograma de gravações | Cronograma de gravações               |
| Dia                       | Manhã                         | Tarde                   | Noite                                 |
| ------------------------- | ----------------------------- | ----------------------- | ------------------------------------- |
| 28/09/2021 (terça-feira)  | Estação Primeira de Mangueira | São Clemente            | Mocidade Independente de Padre Miguel |
| 29/09/2021 (quarta-feira) | Imperatriz Leopoldinense      | Unidos de Vila Isabel   | Acadêmicos do Salgueiro               |
| 30/09/2021 (quinta-feira) | Unidos da Tijuca              | Portela                 | Acadêmicos do Grande Rio              |
| 01/10/2021 (sexta-feira)  | Paraíso do Tuiuti             | Beija-Flor              | Unidos do Viradouro                   |

As gravações foram realizadas durante a pandemia, seguindo um rígido protocolo sanitário. Uma equipe sanitária, presente no local, verificou os protocolos estabelecidos pelas autoridades municipais, realizando testes de Covid-19 nas pessoas envolvidas na produção. Para evitar aglomeração, poucos sambistas foram designados para a gravação, sendo proibida a presença de outro público. Na formação da bateria no palco, foram permitidas três fileiras com cinco ritmistas cada, sendo o total de quinze componentes, além do diretor da bateria. Cada agremiação teve o direito de levar seis convidados, incluindo os jurados que escolheriam os sambas. Cada escola também levou os compositores das parcerias concorrentes; o intérprete oficial mais dois cantores auxiliares; o primeiro casal de mestre-sala e porta-bandeira; dois passistas; duas baianas; e a rainha de bateria. A Globo disponibilizou testes PCR para os componentes de todas agremiações envolvidas na gravação. Cada samba finalista se apresentou por vinte minutos, sendo que, no programa, foi exibida apenas uma passada de cerca de três minutos de cada samba.
São Paulo
As gravações com as escolas de São Paulo foram realizadas durante o primeiro final de semana de novembro de 2021.

### 2022
As gravações da segunda temporada ocorreram entre outubro e novembro de 2022, essencialmente no período em que as escolas cariocas e paulistanas realizaram ensaios e finais das disputas de samba-enredo, já que com o avanço da vacinação e a queda drástica dos casos de Covid-19 as agremiações puderam voltar a realizar eventos abertos ao público.

## Episódios
| Temporada | Temporada | Episódios | Episódios | Originalmente exibido  | Originalmente exibido  |
| Temporada | Temporada | Episódios | Episódios | Estreia da temporada   | Final da temporada     |
| --------- | --------- | --------- | --------- | ---------------------- | ---------------------- |
|           | 1         | 7         | 7         | 16 de outubro de 2021  | 27 de novembro de 2021 |
|           | 2         | 6         | 6         | 12 de novembro de 2022 | 17 de dezembro de 2022 |

Em 27 de fevereiro de 2022, foi reexibido o quinto episódio da primeira temporada, mostrando os sambas-enredo escolhidos, como forma de substituir a exibição dos desfiles do Carnaval 2022, adiados para o feriado de Tiradentes.

## O programa
Um dos objetivos do programa foi mostrar ao público o processo de escolha dos sambas para o carnaval. Durante o programa, as baterias entram no palco com os intérpretes entoando os sambas de exaltação de cada escola. O júri de cada agremiação, responsável por escolher a obra vencedora, é apresentado. A quantidade de jurados por escola varia de três a cinco. Os carnavalescos de cada agremiação fazem uma rápida explanação sobre o enredo de suas escolas. O apresentador, Luís Roberto, conversa com os compositores das parcerias concorrentes, que ficam numa sala separada do palco. Cada samba concorrente é apresentado de uma vez, com letra simultânea na tela. Os compositores fazem uma rápida explicação sobre suas obras e cantam um trecho do samba. Os intérpretes das escolas são responsáveis por cantar as obras. Após cada apresentação, Teresa Cristina e Milton Cunha tecem rápidos comentários sobre as composições. Após os três sambas finalistas se apresentarem, os compositores de todas as parcerias são chamados ao palco. O júri anuncia a obra vencedora. As parcerias derrotadas deixam o palco, enquanto os vencedores comemoram. Intérprete e bateria voltam a cantar o samba campeão. Nesse momento outros segmentos sobem ao palco, como os casais de mestre-sala e porta-bandeira, as rainhas de bateria, baianas, musas, etc.
"Acho que conseguimos transmitir no programa a emoção dos compositores finalistas, todos vitoriosos por ter o seu samba entre os três melhores diante de tantos inscritos, e dos componentes, com a escolha do samba que vai embalar a escola na avenida. ‘Seleção do Samba’ é uma oportunidade de homenagear as escolas, que sofreram tanto durante este período. De mostrar para todo o Brasil o talento de seus compositores e a força de seus enredos. Muitas pessoas assistem aos desfiles sem saber como isso funciona, como mobiliza a comunidade, como diversos talentos da composição estão envolvidos, como é técnica a apresentação dos sambas. E também vão descobrir como é alto o nível dos finalistas e difícil a decisão dos jurados"
— Gabriel Jacome, Head de Conteúdo da TV Globo.

## Repercussão
O programa teve boa repercussão no Twitter. Na estreia, o termo #SeleçãodoSamba liderou o ranking de assuntos mais mencionados no Brasil por quatro horas consecutivas. Também atingiu o oitavo lugar no Trend Topics Global com mais de 90 mil tuítes. Outros termos ligados ao programa também ficaram entre os mais comentados na rede social, como São Clemente, Mocidade, Paulo Gustavo, Mangueira e Wander Pires. No Google, também aumentaram as pesquisas sobre termos relacionados ao programa, como: Teresa Cristina, São Clemente, Padre Miguel, Oxóssi, Jamelão, Delegado, Enredo e Samba-Enredo.

## Audiência
O primeiro episódio registrou 5,9 pontos na Grande São Paulo, registrando uma queda de audiência no horário que marcava média de 6,4 pontos com o Supercine. O segundo episódio registrou 5,3 pontos; o terceiro episódio marcou 5,4 pontos; e o quarto registrou recorde de audiência, com 6,9 pontos. O quinto episódio marcou 5,3 pontos.
No Rio de Janeiro, cidade das escolas de samba, o programa estreou com 9 pontos, aumentando a audiência da faixa em 29%. Durante a escolha do samba da Mangueira, o programa atingiu 11 pontos, sendo este o recorde de audiência no Rio.
A temporada terminou com média geral de 5.8 pontos.
| # | Episódio   | Exibição original      | Audiência (Média consolidada) | Fonte  |
| - | ---------- | ---------------------- | ----------------------------- | ------ |
| 1 | Episódio 1 | 16 de outubro de 2021  | 5,9                           | [ 31 ] |
| 2 | Episódio 2 | 23 de outubro de 2021  | 5.3                           | [ 32 ] |
| 3 | Episódio 3 | 30 de outubro de 2021  | 5,4                           | [ 33 ] |
| 4 | Episódio 4 | 6 de novembro de 2021  | 6,9                           | [ 34 ] |
| 5 | Episódio 5 | 13 de novembro de 2021 | 5,9                           | [ 35 ] |